# Jonas Svensson (piłkarz)
Jonas Svensson (ur. 6 marca 1993 w Verdal) – norweski piłkarz grający na pozycji prawego obrońcy. Od 2021 jest zawodnikiem klubu Adana Demirspor.

## Kariera piłkarska
Swoją karierę piłkarską Svensson rozpoczął w klubie Verdal IL. W 2008 roku został piłkarzem grającego w 2. divisjon, Levanger FK. Grał w nim do połowy 2009 roku. Wtedy też odszedł do Rosenborga. Do końca 2010 roku grał w rezerwach tego klubu, a w 2011 stał się członkiem pierwszej drużyny. 10 kwietnia 2011 zadebiutował w jej barwach w norweskiej ekstraklasie w zremisowanym 4:4 domowym meczu z Lillestrøm SK. W sezonach 2013 i 2014 wywalczył z klubem z Trondheim dwa wicemistrzostwa Norwegii. Z kolei w sezonach 2015 i 2016 został z nim mistrzem kraju.
W styczniu 2017 Svensson przeszedł do AZ Alkmaar. 25 lutego 2017 zadebiutował w nim w Eredivisie w zremisowanym 1:1 domowym meczu z PEC Zwolle. W sezonie 2019/2010 wywalczył z AZ wicemistrzostwo Holandii.
| Sezon   | Klub           | Kraj     | Rozgrywki   | Mecze | Gole |
| ------- | -------------- | -------- | ----------- | ----- | ---- |
| 2008    | Levanger FK    | Norwegia | 2. divisjon | 10    | 0    |
| 2009    | Levanger FK    | Norwegia | 2. divisjon | 4     | 1    |
| 2009    | Rosenborg BK 2 | Norwegia | 2. divisjon | ?     | ?    |
| 2010    | Rosenborg BK 2 | Norwegia | 2. divisjon | ?     | ?    |
| 2011    | Rosenborg BK   | Norwegia | Tippeligaen | 25    | 2    |
| 2012    | Rosenborg BK   | Norwegia | Tippeligaen | 27    | 3    |
| 2013    | Rosenborg BK   | Norwegia | Tippeligaen | 27    | 3    |
| 2014    | Rosenborg BK   | Norwegia | Tippeligaen | 23    | 2    |
| 2015    | Rosenborg BK   | Norwegia | Tippeligaen | 29    | 0    |
| 2016    | Rosenborg BK   | Norwegia | Tippeligaen | 26    | 1    |
| 2016/17 | AZ Alkmaar     | Holandia | Eredivisie  | 9     | 0    |
| 2017/18 | AZ Alkmaar     | Holandia | Eredivisie  | 32    | 3    |
| 2018/19 | AZ Alkmaar     | Holandia | Eredivisie  | 32    | 1    |
| 2019/20 | AZ Alkmaar     | Holandia | Eredivisie  | 23    | 1    |

## Kariera reprezentacyjna
Svensson grał w młodzieżowych reprezentacjach Norwegii na różnych szczeblach wiekowych. W reprezentacji Norwegii zadebiutował 1 czerwca 2016 roku w wygranym 3:2 towarzyskim meczu z Islandią, rozegranym w Oslo.